# Аксай (рукав Дону)
Акса́й — річка в Росії, в Ростовській області, правий рукав Дону. Довжина 79 км.
В Аксай впадає річка Тузлов. На обширній поймі баштани і городи. На річці місто Новочеркаськ.
З Аксаєм ототожнюють відому з історичних джерел річку Ясу, на якій у 1298 році відбулася битва між ханом Токтою і однооким темником Ногаєм, в якій ханській війська були розгромлені, а він сам змушений був тікати за Волгу.